# Daniel Bartl
Daniel Bartl (ur. 5 lipca 1989 w Ostrawie) – czeski piłkarz, występujący na pozycji pomocnika, od 2021 w czeskim klubie MFK Karviná.

## Kariera klubowa

### Baník Ostrawa
1 kwietnia 2009 został przeniesiony do pierwszego zespołu Baníka Ostrawa, w którym zadebiutował 26 kwietnia 2009 w meczu I ligi czeskiej przeciwko Fastavowi Zlín (1:3).

### Zenit Čáslav
1 lipca 2010 przeszedł do Zenitu Čáslav, w którym zadebiutował 1 sierpnia 2010 w meczu II ligi czeskiej przeciwko FK Dukla Praga (0:2).

### FC Hlučín
1 stycznia 2011 przeszedł do FC Hlučín, w którym zadebiutował 5 marca 2011 w meczu II ligi czeskiej przeciwko Fotbalowi Trzyniec (1:3). Pierwszą bramkę dla zespołu zdobył 7 maja 2011 w meczu ligowym przeciwko swojemu byłemu klubowi – Zenitowi Čáslav (1:2). W sezonie 2010/11 jego drużyna zajęła ostatnie miejsce w tabeli i spadła do III ligi czeskiej.

### Viktoria Žižkov
1 lipca 2011 przeszedł do Viktorii Žižkov, w której zadebiutował 31 lipca 2011 w meczu I ligi czeskiej przeciwko FC Hradec Králové (1:0). Pierwszą bramkę w barwach klubu zdobył 6 sierpnia 2011 w meczu ligowym przeciwko 1. FK Příbram (2:1). W sezonie 2011/12 jego drużyna zajęła ostatnie miejsce w tabeli i spadła do II ligi czeskiej.

### FK Mladá Boleslav
1 lutego 2014 przeszedł do FK Mladá Boleslav, w której zadebiutował 24 marca 2014 w meczu I ligi czeskiej przeciwko FK Teplice (0:1). W kwalifikacjach do Ligi Europy UEFA zadebiutował 17 lipca 2014 w meczu przeciwko NK Široki Brijeg. Pierwszą bramkę w barwach drużyny zdobył 16 lipca 2015 w meczu kwalifikacji do Ligi Europy UEFA przeciwko Strømsgodsetowi IF (1:2).

### Slovan Liberec
1 września 2015 przeszedł do Slovana Liberec, w którym zadebiutował 12 września 2015 w meczu I ligi czeskiej przeciwko 1. FC Slovácko (1:2). W Lidze Europy UEFA zadebiutował 17 września 2015 w meczu fazy grupowej przeciwko SC Braga (0:1). Pierwszą bramkę w barwach klubu zdobył 23 września 2015 w meczu Pucharu Czech przeciwko FK Varnsdorf (2:2, k. 4:5).

### Raków Częstochowa
20 czerwca 2018 podpisał dwuletni kontrakt z Rakowem Częstochowa. W drużynie zadebiutował 21 lipca 2018 w meczu I ligi przeciwko Puszczy Niepołomice (3:0), w którym strzelił bramkę. W sezonie 2018/19 jego zespół dotarł do półfinału Pucharu Polski, w którym przegrał z Lechią Gdańsk (0:1), i wywalczył mistrzostwo I ligi, zapewniające awans do wyższej klasy rozgrywkowej. W Ekstraklasie zadebiutował 10 sierpnia 2019 w meczu przeciwko Górnikowi Zabrze (1:0). Pierwszą bramkę w Ekstraklasie zdobył 21 grudnia 2019 w meczu przeciwko Lechii Gdańsk (0:3). W sezonie 2020/21 jego zespół zdobył wicemistrzostwo Polski i Puchar Polski.

### MFK Karviná
10 września 2021 przeszedł do klubu MFK Karviná. Zadebiutował 12 września 2021 w meczu I ligi czeskiej przeciwko FK Jablonec (1:0). W sezonie 2021/2022 jego zespół zajął ostatnie miejsce w tabeli i spadł do niższej ligi. Pierwszą bramkę zdobył 30 lipca 2022 w meczu II ligi czeskiej przeciwko Fotbalowi Trzyniec (0:3). W sezonie 2022/2023 jego klub wygrał II ligę czeską, wracając do ekstraklasy po rocznej przerwie.

## Statystyki
(aktualne na dzień 9 września 2022)
| Klub               | Sezon              | Liga               | Liga  | Liga   | Puchar kraju | Puchar kraju | Europa | Europa | Suma  | Suma   |
| Klub               | Sezon              | Liga               | Mecze | Bramki | Mecze        | Bramki       | Mecze  | Bramki | Mecze | Bramki |
| ------------------ | ------------------ | ------------------ | ----- | ------ | ------------ | ------------ | ------ | ------ | ----- | ------ |
| Baník Ostrawa      | 2008/09            | Gambrinus liga     | 1     | 0      | 0            | 0            | –      | –      | 1     | 0      |
| Baník Ostrawa      | Ogólnie            | Ogólnie            | 1     | 0      | 0            | 0            | 0      | 0      | 1     | 0      |
| Zenit Čáslav       | 2010/11            | FNL                | 9     | 0      | 0            | 0            | –      | –      | 9     | 0      |
| Zenit Čáslav       | Ogólnie            | Ogólnie            | 9     | 0      | 0            | 0            | 0      | 0      | 9     | 0      |
| FC Hlučín          | 2010/11            | FNL                | 14    | 3      | 0            | 0            | –      | –      | 14    | 3      |
| FC Hlučín          | Ogólnie            | Ogólnie            | 14    | 3      | 0            | 0            | 0      | 0      | 14    | 3      |
| Viktoria Žižkov    | 2011/12            | Gambrinus liga     | 19    | 1      | 0            | 0            | –      | –      | 19    | 1      |
| Viktoria Žižkov    | 2012/13            | FNL                | 25    | 4      | 0            | 0            | –      | –      | 25    | 4      |
| Viktoria Žižkov    | 2013/14            | FNL                | 16    | 2      | 3            | 1            | –      | –      | 19    | 3      |
| Viktoria Žižkov    | Ogólnie            | Ogólnie            | 60    | 7      | 3            | 1            | 0      | 0      | 63    | 8      |
| FK Mladá Boleslav  | 2013/14            | Gambrinus liga     | 7     | 0      | 1            | 0            | –      | –      | 8     | 0      |
| FK Mladá Boleslav  | 2014/15            | Synot Liga         | 14    | 0      | 5            | 0            | 2      | 0      | 21    | 0      |
| FK Mladá Boleslav  | 2015/16            | Synot Liga         | 4     | 0      | –            | –            | 1      | 1      | 5     | 1      |
| FK Mladá Boleslav  | Ogólnie            | Ogólnie            | 25    | 0      | 6            | 0            | 3      | 1      | 34    | 1      |
| Slovan Liberec     | 2015/16            | Synot Liga         | 19    | 1      | 5            | 2            | 3      | 0      | 27    | 3      |
| Slovan Liberec     | 2016/17            | ePojisteni.cz liga | 20    | 4      | 1            | 0            | 10     | 0      | 31    | 4      |
| Slovan Liberec     | 2017/18            | HET liga           | 14    | 0      | 2            | 0            | –      | –      | 16    | 0      |
| Slovan Liberec     | Ogólnie            | Ogólnie            | 53    | 5      | 8            | 2            | 13     | 0      | 74    | 7      |
| Raków Częstochowa  | 2018/19            | I liga             | 22    | 1      | 5            | 0            | –      | –      | 27    | 1      |
| Raków Częstochowa  | 2019/20            | Ekstraklasa        | 28    | 2      | 2            | 0            | –      | –      | 30    | 2      |
| Raków Częstochowa  | 2020/21            | Ekstraklasa        | 11    | 0      | 2            | 0            | –      | –      | 13    | 0      |
| Raków Częstochowa  | Ogólnie            | Ogólnie            | 61    | 3      | 9            | 0            | 0      | 0      | 70    | 3      |
| MFK Karviná        | 2021/22            | Fortuna Liga       | 5     | 0      | 0            | 0            | –      | –      | 5     | 0      |
| MFK Karviná        | 2022/23            | FNL                | 7     | 2      | 0            | 0            | –      | –      | 7     | 2      |
| MFK Karviná        | Ogólnie            | Ogólnie            | 12    | 2      | 0            | 0            | 0      | 0      | 12    | 2      |
| Ogólnie w karierze | Ogólnie w karierze | Ogólnie w karierze | 235   | 20     | 26           | 3            | 16     | 1      | 277   | 24     |

## Sukcesy

### Raków Częstochowa
- Mistrzostwo I ligi (1×): 2018/2019
- Wicemistrzostwo Polski (1×): 2020/2021
- Puchar Polski (1×): 2020/2021

### MFK Karviná
- Mistrzostwo II ligi czeskiej (1×): 2022/2023[28]

## Życie prywatne
Jego ojciec Jiří Bartl również został piłkarzem, który przez większość kariery występował w czeskich klubach. Po zakończeniu kariery zawodniczej pełnił funkcję trenera.